# 1484
1484 (MCDLXXXIV) a fost un an bisect al calendarului iulian, care a început într-o zi de joi.

## Evenimente
- iulie-august: Sultanul Baiazid al II-lea cucerește cetățile Cetatea Chilia și Cetatea Albă, în bătăliile purtate cu Ștefan cel Mare.

## Nașteri
- 1 ianuarie: Huldrych Zwingli, conducătorul Reformei Protestante în Elveția și întemeietor al Bisericilor Reformate Elvețiene (d. 1531)

## Decese
- 12 august: Papa Sixt al IV-lea  (n. 1414)
- 4 martie: Sfântul Cazimir  (n. 1458)
- 11 noiembrie: Luigi Pulci poet din Italia (n. 1432)
- dată necunoscută: Christian Rosenkreutz  (n. 1378)
- dată necunoscută: Nicolas Froment pictor francez (n. 1430)

## Înscăunări
- 29 august: Papa Inocențiu al VIII-lea (n. Giovanni Battista Cybo), (1484-1492)